# Cabrillanes
Cabrillanes is een gemeente in de Spaanse provincie León in de regio Castilië en León met een oppervlakte van 169,16 km². Cabrillanes telt 804 inwoners (1 januari 2016).